# François Bafoil
François Bafoil est un sociologue français, né en 1952, spécialiste des transformations économiques et sociales sous le communisme et le post-communisme en Europe et en Asie du Sud-est.

## Biographie
Après avoir étudié la philosophie, il est entré en 1977 comme vacataire au CNRS où il a passé toute sa vie professionnelle. Membre depuis 2003 du Centre d’études et de recherche internationales (CERI) à Sciences Po (Paris), il y travaille depuis 2019 comme directeur de recherche émérite.

## Activités scientifiques
Ses recherches ont d’abord porté sur les relations industrielles en Pologne et en Allemagne de l’Est durant la période communiste, puis après 1990. A ce titre, il a travaillé en 1984-1985 à l’université de Lodz en Pologne pour étudier l’émergence du nouveau mouvement syndical polonais, Solidarnosc. Grâce à une bourse de la Fondation Alexander Von Humboldt, il a ensuite vécu à Berlin, de 1988 à 1994 pour analyser les évolutions socio-économiques en République démocratique allemande (la RDA) devenue la partie est-allemande de la nouvelle République fédérale. Il fonde en 1990 et anime pendant 5 ans l’Observatoire de Berlin associant le CNRS et le Wissenschaftszentrum Berlin für Sozialforschung (WZB). Dans ce cadre, il dirige plusieurs mémoires d’étudiants / doctorants envoyés par plusieurs laboratoires du CNRS, coopère avec plusieurs investisseurs français en ex RDA (notamment le cimentier Lafarge) et coordonne la publication des 32 Cahiers de l’Observatoire de Berlin, qui retracent les enquêtes conduites dans les entreprises (notamment à Karsdorf en Saxe Anhalt), les milieux agricoles (dans le Brandebourg et en Saxe), les coopérations transfrontalières et les administrations est-allemandes.
A l’approche de l’élargissement de l’Union européenne en 2004 ses travaux évoluent et prennent en compte les processus d’ajustement des économies est-européennes aux exigences de l'Union Européenne. En 2002-2003, il est nommé expert européen en charge de l’évaluation ex ante au ministère de l’Economie à Varsovie où il suit en direct les négociations au titre du chapitre 21 de l’Acquis communautaire (la politique régionale). Un ouvrage publié en 2006 aux Presses de Sciences Po et traduit en anglais et en chinois est venu illustrer ces travaux sur les transitions est-européennes. Un second ouvrage cette fois collectif a porté sur la Pologne au XXe siècle, publié en 2007 chez Fayard.
Il met à profit cette expérience lorsqu’il travaille à l'Organisation de coopération et de développement économiques (OCDE) pour l’établissement du Territorial Review Poland (2007-2008) et l’approfondit lors des séminaires organisé avec la Banque asiatique du développement (ADB), sur les processus comparés de transition vers le marché en Europe centrale et en Asie du Sud-est, dans la région du Mékong.
Il a enseigné à Sciences Po (Paris et Dijon) et comme professeur invité dans les universités de Cologne, Shanghaï (Fudan), Istanbul (Bilgui). Il a été  codirecteur du master Global Energy Transition and Governance au CIFE, le Centre international de formation européenne, (Nice et Berlin) de 2016 à 2023.
Nommé en 2003 au Centre de Recherche Internationale (CERI) de Sciences po, il en est chercheur CNRS émérite depuis 2019.
Ses recherches en cours s’attachent à la réévaluation des dynamiques du totalitarisme et de différentes pathologies politiques et sociales contemporaines, à l’aune de la pensée de Sigmund Freud et de celle de Max Weber, comme en témoignent ses six derniers ouvrages parus aux Éditions Hermann et le séminaire qu’il anime au CERI dans le cadre du Groupe de recherche, Sciences Sociales et psychanalyse.

## Ouvrages
- 1988, Le Cas M. La crise des relations professionnelles dans une entreprise polonaise aujourd'hui, Paris, Institut d'Etudes Slaves, (Coll. Cultures et sociétés de l'Est).
- 1991, Entreprises et syndicats en RDA (Une histoire de l'émulation socialiste), Paris, Éditions L'harmattan, (Coll. Pays de l'Est).
- 1997, Règles et conflits sociaux dans l'Allemagne et la Pologne post-communistes, Éditions L'Harmattan (Coll. Pays de l'Est).
- 1999, Le post communisme en Europe, Éditions La Découverte (Coll. Repères).
- 2002, Après le communisme (Faillite du système de type soviétique, émergence d’un modèle économique et social en Europe de l’Est), Armand Colin.
- 2006, Europe centrale et orientale. Mondialisation, européanisation et changement social en Europe centrale et orientale, 1989 – 2004, Presses des Sciences Po. Traduction en anglais (2009) Eastern and central Europe. Europeanisation and social change since 1989, Palgrave MacMillan, Traduction en chinois (2010) Beijing CASS .
- 2007, La Pologne (edit.), Fayard.
- 2008, L’Européanisation, d’Ouest en Est, L’Harmattan (avec Timm Beichelt), 315 pages.
- 2010, Regionalisation and regional development in a comparative perspective. Poland, Turkey, France. (avec Ahyan Kaya), Edition des Presses de L’Université de Bilgi. Traduction en turc (2010).
- 2012, China Inc. Des politiques industrielles aux entreprises innovantes. (dir. Romain Bironneau), éditeurs, Rigas Arvanitis, François Bafoil, Bernard Kahane ; Les Presses de Sciences Po.
- 2012, Capitalismes émergents. Economies politiques comparées en Europe centrale et en Asie du Sud-est, Les Presses de Sciences Po, 2014. Traduction en anglais (2014) Emerging capitalism in Central Europe and Southeast Asia, Palgrave MacMillan.
- 2013, Resilient States in a Comparative Perspective. Eastern Europe and Southeast Asia, World Scientific Publishing Asia Series, New York, Singapore, WSP.
- 2014,  Accès à l’ énergie en Europe. Les précaires invisibles, (avec Dominique Le Roux et Ferenc Fodor), Presses de Sciences Po.
- 2014, Government – Linked Companies and Sustanaible, Equitable Development,  Edited by Terence Gomez, François Bafoil, Kee-Cheok Cheong ; Routledge.
- 2016, Les éoliennes en Europe. Conflit, démocratie, accessibilité sociale (dir. François Bafoil), Presses de Sciences Po.
- 2017, l’inlassable désir de meurtre. Guerre et radicalisation aujourd’hui, Les Éditions Hermann.
- 2018, Max Weber. Réalisme, rêverie et désir de puissance, Les Éditions Hermann[8].
- 2019, Freud, Weber. L’hérédité - races, masses et tradition, Les Éditions Hermann.
- 2021, Politiques de la destruction, trois figures de l'hallucination en politique, Les Éditions Hermann. Traduction en anglais (2021)The Politics of Destruction, Three Contemporary Configurations of Hallucination : USSR, Polish PiS Party, Islamic State. Palgrave MacMillan.
- 2021, La femme hallucinée. Construction de la faute sexuelle dans la société française entre 1870 et 1914, Les Éditions Hermann.
- 2023, Psychologie politique du populisme. Trump, Poutine et les ressorts de l’humiliation, Les Éditions Hermann.
- 2024, Politiques de la destructivité. Sciences sociales & psychanalyse, (dir. François Bafoil et Paul Zawadzki), Les Éditions Hermann.

## Distinctions
- 2011 : chevalier de l’ordre du Mérite de la république de Pologne[4].